# امیر نصیری یکتا
امیر نصیری یکتا (زاده ۲۰ شهریور ۱۳۴۷ - تهران) بازیگر سینما، تئاتر و تلویزیون اهل کشور ایران است.

## سینما
- بهمن (۱۳۹۳)
- من همسرش هستم (۱۳۹۰)
- کنعان (۱۳۸۶)
- به رنگ ارغوان (۱۳۸۳)
- من، ترانه ۱۵ سال دارم (۱۳۸۰)
- سگ کشی (۱۳۷۹)
- متولد ماه مهر (۱۳۷۸)

## تله ویزیون
- دفترخانه ی شماره ی سیزده (۱۳۸۸)

- سرزمین کهن(مادری) (۱۳۸۸)

- هزاره ی سوم(کارآفرینی) (۱۳۸۸)

- شهریار (۱۳۸۴)

- لحظه ی قاصدک (۱۳۸۲)

- پسران آدم(سپیدجامگان) (۱۳۸۰)

- مجموعه ی آموزشی الفبا (۱۳۷۹)

- داستان یک شهر (۱۳۷۹)

## تله فیلم
- پلاک (۱۳۸۳)
- بچه های ابری (۱۳۸۵)
- از اینجا تا...رهایی (۱۳۹۱)

## تئاتر
- گوئرنیکا (۱۳۸۲)
- هملت (۱۳۸۰)
- انتیگونه (۱۳۸۰)
- من و غروب جاده (۱۳۷۹)
- شمس پرنده (۱۳۷۸)

و شماری فیلم های تجربی و دانشجویی